# Giuseppe Andaloro (pianista)
Giuseppe Andaloro (Palermo, 21 gennaio 1982) è un pianista italiano.

## Biografia
Studia con Sergio Fiorentino e, dopo la morte di questi, con Vincenzo Balzani al Conservatorio Giuseppe Verdi di Milano. Si perfeziona presso il Mozarteum di Salisburgo. Nel 2005 vince il primo premio al Concorso Pianistico Internazionale Ferruccio Busoni di Bolzano.

## Discografia
- Händel, Beethoven, Schumann e Liszt - Suonare News, Filippo Michelangeli Editore, Giuseppe Andaloro Piano solo
- Liszt Mephisto Walzes - Naxos, 8.557814, Giuseppe Andaloro Piano solo
- Prokofiev & Cuozzo - Fontec, Giuseppe Andaloro Piano & Tatsuo Nishie Violino
- Franck & Prokofiev - Fontec, Giuseppe Andaloro Piano & Tatsuo Nishie Violino
- Nikolai Kapustin - Fontec, Giuseppe Andaloro & Tatsuo Nishie Violino
- Mozart, Shostakovich, Schönberg - Sonart, Giuseppe Andaloro Piano & Philharmonische Camerata Berlin
- Haydn - Amadeus Gaetano Santangelo Editore, Giuseppe Andaloro Piano & Orchestra del Festival Internazionale di Brescia e Bergamo
- Cruel Beauty -  Italien Masterpieces for Piano, Sony Music 88843004952
- Russian Piano Works - Live in Bergamo, BAM International Genève (Switzerland) BAM19604